# Театры Нижнего Новгорода

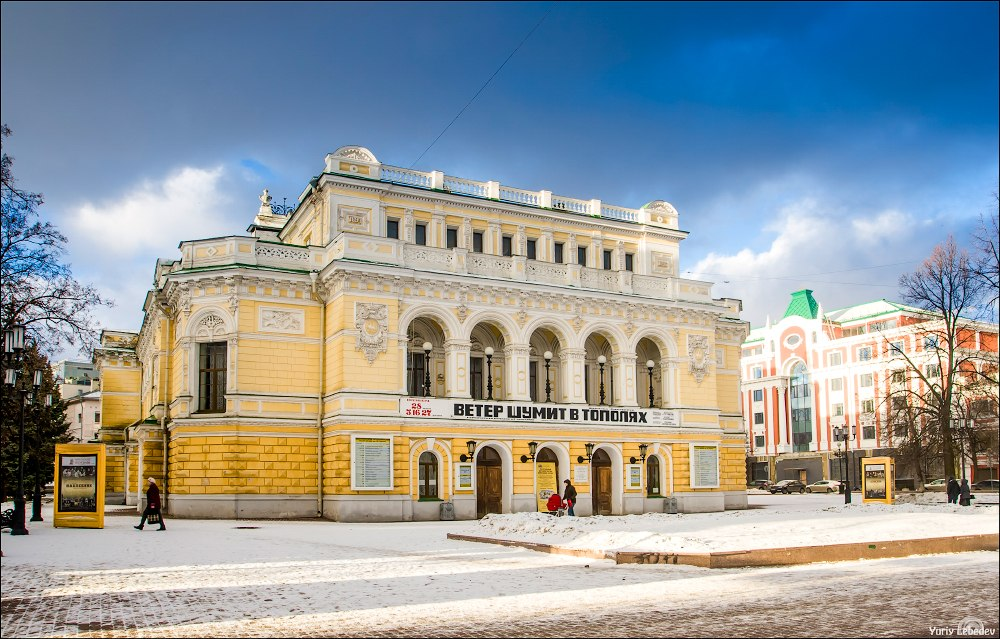
Театр Драмы

В Нижнем Новгороде работают несколько театров
Среди них три академических театра (драмы, оперы и балета имени А. С. Пушкина и театр кукол), театры комедии, юного зрителя и др.:
- Нижегородский государственный академический театр драмы имени М. Горького
- Нижегородский государственный академический театр кукол
- Нижегородский государственный академический театр оперы и балета имени А. С. Пушкина
- Нижегородская государственная академическая филармония имени М. Ростроповича
- Нижегородский государственный театр юного зрителя
- Нижегородский Камерный театр оперы и музыкальной комедии им. В. Т. Степанова
- Нижегородский театр «Комедія»
- Детский театр Вера
- Творческое объединение «Нетеатр»
- Театр музыкально-пластической драмы «Преображение»
- Театр кукол Мабу
- Театр «Пиано»
- Театр одновременной игры «Zоопарк»
- Кулинарный театр «Театр со вкусом»
- Учебный театр театрального училища им. Е.А. Евстигнеева
- Народный театр ДК профсоюзов им. Я.М. Свердлова
- Народный драматический театр ДК "ГАЗ"
- Театр-студия «ПРОГРЕСС»
- Театр пластики и пантомимы «Малиновая гряда»